# Lerre
La Lerre est un fleuve côtier français de Normandie, dans le département de la Manche.

## Géographie
La Lerre prend sa source sur le territoire de la commune de Champcervon et prend la direction du sud-ouest, cap qu'elle conserve jusqu'à son embouchure dans la baie du Mont-Saint-Michel, à Genêts, après un parcours de 18,3 km au nord-ouest de l'Avranchin.